# Доња Вријеска
Доња Вријеска је насељено мјесто у општини Ђуловац, у западној Славонији, Република Хрватска.

## Географија
На подручју насеља се налази манастир Српске православне цркве посвећен Светој Ани.

## Историја
До 1890. године место се звало Вријеска, а затим добија садашњи назив.
Након ослобађања Славоније од Османлија, патријарх српски Арсеније Чарнојевић заједно са игуманом Нићифором Јовановићем и калуђерима манастира Пакра долази 1730. године на ово подручје. Уз помоћ 150 становника околним мјеста су раскрчили густу шуму и пронашли остатке цркве на чијим зидовима су још могле да се виде иконе са потписом на грчком језику. Манастир је 25. јануара 1941. године освештао епископ пакрачки Нићифор Стафеновић.

## Становништво
Насеље је према попису становништва из 2011. године имало 76 становника.
| Националност       | 1991.        | 1981.        | 1971.        | 1961.        |
| Срби               | 105 (58,65%) | 117 (55,18%) | 181 (60,73%) | 184 (52,87%) |
| Хрвати             | 60 (33,51%)  | 59 (27,83%)  | 107 (35,90%) | 150 (43,10%) |
| Југословени        | 7 (3,91%)    | 31 (14,62%)  | 2 (0,67%)    | 0            |
| остали и непознато | 7 (3,91%)    | 5 (2,35%)    | 8 (2,68%)    | 14 (4,02%)   |
| Укупно             | 179          | 212          | 298          | 348          |

| Демографија | Демографија | Демографија |
| Година      | Становника  | Становника  |
| ----------- | ----------- | ----------- |
| 1971.       | 298         |             |
| 1981.       | 212         |             |
| 1991.       | 179         |             |
| 2001.       | 121         |             |
| 2011.       |             | 76          |